# Бьокьо
Бьокьо (рос. Бёкё) — село у Мегіно-Кангалаському улусі Республіки Сахи Російської Федерації.
Населення становить 361 особу. Належить до муніципального утворення Догдонгінський наслег.

## Географія

### Клімат
| Клімат Бьокьо             | Клімат Бьокьо | Клімат Бьокьо | Клімат Бьокьо | Клімат Бьокьо | Клімат Бьокьо | Клімат Бьокьо | Клімат Бьокьо | Клімат Бьокьо | Клімат Бьокьо | Клімат Бьокьо | Клімат Бьокьо | Клімат Бьокьо | Клімат Бьокьо |
| Показник                  | Січ.          | Лют.          | Бер.          | Квіт.         | Трав.         | Черв.         | Лип.          | Серп.         | Вер.          | Жовт.         | Лист.         | Груд.         | Рік           |
| Середній максимум, °C     | −37,4         | −29,7         | −13,6         | 0,9           | 12,8          | 22,5          | 25,6          | 21,5          | 11,5          | −3,8          | −24,6         | −35,3         | −4            |
| Середня температура, °C   | −41,2         | −35,5         | −21,8         | −6,4          | 6,4           | 15,5          | 18,7          | 14,8          | 5,9           | −8,5          | −29,2         | −39,1         | −10           |
| Середній мінімум, °C      | −45           | −41,3         | −30           | −13,7         | 0,1           | 8,5           | 11,8          | 8,2           | 0,4           | −13,1         | −33,8         | −42,9         | −15           |
| Норма опадів, мм          | 10            | 8             | 6             | 10            | 21            | 41            | 43            | 41            | 32            | 21            | 16            | 12            | 261           |
| ------------------------- | ------------- | ------------- | ------------- | ------------- | ------------- | ------------- | ------------- | ------------- | ------------- | ------------- | ------------- | ------------- | ------------- |
| Джерело: climate-data.org |               |               |               |               |               |               |               |               |               |               |               |               |               |

## Історія
Згідно із законом від 30 листопада 2004 року органом місцевого самоврядування є Догдонгінський наслег.

## Населення
| 2002 | 2010 |
| ---- | ---- |
| 352  | ↗361 |